# Стигма (рана)
Стигме су трагови, ране или болне сензације на местима на телу где су Исусу Христу нанете ране током распећа (шаке, стопала, бок). Термин води порекло од реченице с краја Посланице светог Павла Галатима у којој каже: „Убудуће да ми нико не ствара тешкоће, јер ја ране Господа Исуса на тијелу својему носим.“ (Gal 6,17). Стигмата је облик множине грчке речи „стигма“, која се употребљавала још пре хришћанства, а означавала је жиг који се усијаним гвожђем утискивао на руци или глави заробљеника или роба. Особа која има стигме назива се стигматичар. Ране се појављују саме од себе, то јест не претходи им никаква конкретна повреда.
Узроци појаве стигми су предмет бројних расправа. Једни тврде да су оне чудотворне, док други мисле да су у питању обмане или да постоји медицинско објашњење. 
Стигматичари су углавном припадници католичке вере.

## Дефиниција
По угледу на Исуса, разним особама у историји хришћанства су се појављивали белези слични Христовим на различитим деловима тела:
- на шакама или на зглобовима, који подсећају на ране од клинова којима је Христ закован за крст,
- на стопалима или на чланцима (на ногама), који подсећају на ране од клинова,
- на глави, који подсећају на ране изазване круном од ружиног трња,
- на леђима, као последица бичевања којем је Христ био изложен,
- на слабини, који подсећају на рану од копља.

Особе којима се јављају такви белези називају се „стигматичари“. У највећем броју случајева су то жене.

## Историја
Мало поуздани извори наводе Етјена Лангтона као првог стигматичара; треба међутим напоменути да овај надбискуп из Кантерберија никада није канонизован, чак ни од стране Јована Павла II, што би се сигурно догодило да је био први који је добио тај знак распознавања. Уосталом Католичка енциклопедија му није посветила ниједан засебан чланак а Kirchenlexikon, који се ипак показао великодушнијим, ниједном речју не помиње његове стигме. Можемо стога закључити да се ради о једној легенди, али о легенди која ће бити дуга века, пошто су је интернет сајтови који непрекидно размењују садржаје увелико раширили.
Званичан (ако не и више истинит) је случај Фрање Асишког који је, боравећи на планини Алверна (Ла Верна ?), 1224. године угледао серафима са шест крила како лебди у ваздуху, тела прикованог за крст идентичан Христовом. Када је визија ишчилела, Фрања Асишки је приметио да су се на његовом властитом телу појавили знаци идентични онима који су нанети Исусу, знаци који су остали неизбрисиви. Тако је његово тело носило две стигме које су, према неким верзијама, откривене тек после његове смрти.
Од осталих славних стигматичара, поменимо следеће: Катарина Сијенска, saint Jean de Dieu, Barbe Acarie, Ана Катарина Емерик, позната по својим визијама, Тереза Нојман, Мари Назур и Падре Пије (1918—1968). Не би требало заборавити ни Марту Робин за коју један сајт, који истиче да је намењен „обавештеним хришћанима“, наводи да је она „жена која ће можда имати највећи утицај на овај век“, као ни Gemma Galgani (1878—1903) која је канонизована 1940. 2007. Брат Elie из манастира Calvi dell'Umbria, који се налази на 50 km од Рима, добија белеге Христовог страдања сваке године током ускршњег поста.

## Тумачења
Овакве манифестације су различито тумачене. Они који су сумњичави говоре о обмани, али скорашњи случајеви, за које се може рећи да су извесни, навели су одређене стручњаке да изнесу хипотезу према којој је ту реч о хистеричним манифестацијама, док „верујући“ у томе виде неку врсту теопатије.
Анализирајући књигу Жан-Пјера АЛБЕРА, Крв и Небо. Мистични свеци у хришћанском свету, Клодин Ледик пише: „Жан-Пјер Албер износи хипотезу да је светица, због нечистоте менструалне крви која отиче из тела жена, непрестано у обавези да поново осваја своју светост испуштајући из свог тела узвишену крв.“. 
Феминисткиње су написале и следеће: „Један лекар Ж. Лермит установио је да већина жена (биле оне светице или не) постају стигматичарке само између 15. и 50. године старости, у периоду током којег жена има своја правила“. И стигме су изложене цикличним ритмовима: “Natuzza Evolo (рођена 1924) их је примећивала сваке године за време Коризме (велики, ускршњи пост), Gertrude d'Oosten (1358) сваког дана у канонским сатима, али најчешће се дешавало да ране петком крваре најобилније, или само тога дана, док су биле једва видљиве у остатку времена”. Ако томе додамо да писци житија често истичу да је крв из стигми мирисна и да светице немају више „своја правила“, то нас наводи на закључак да је стигматизација заправо процес претварања менструалне крви: из нечисте крви коју, како се наводи, карактерише јак и шкодљив мирис у крв чији мирис симболизује чистоту. Женска светост јавља се тако као један привилеговани откривач нестварне жене у хришћанству. Биће пожуде, чулно биће, жена се мора одрећи своје женствености, да би достигла светост: мора одбацити све што би могло да је учини заводљивом и мора се одрећи материнства.

## Култура

### Филм
- Стигмата (филм, 1999), који говори о стигматичарки која је опседнута.

### Књижевност
- Стигме светог Фрање Асишког

У свом роману Завера фрањеваца (енгл. The Franciscan Conspiracy), издатом 2005, Џон Сек поставља једну хипотезу. По смрти свеца, његови посмртни остаци су сахрањени на тајном месту које ће бити откривено тек 550 година после његове смрти, како би био очуван мит о стигмама светог Фрање које су му донеле репутацију свеца и које су допринеле ширењу фрањевачког реда.
Аутор се ослања на чињеницу да Фрања, il poverello, никада сам није говорио о стигмама и да је увек понављао исту реченицу: Моја тајна мени припада, и да је био познат и као Francesco lebbroso (Фрања губавац) : према његовим речима, овај назив би требало тумачити у чистом смислу. Фрања Асишки је носио чудне белеге на рукама и ногама, један белег на боку и патио је од слепила.
Белези на шакама не одговарају Христовим ранама из разлога које намеће физика: приликом распећа клинови су забијани у зглобове јер би шаке врло брзо биле расцепане пошто не би могле да издрже тежину тела. Светац, исто тако, није имао ни трагове на глави од круне сачињене од ружиног трња, као ни трагове бичевања на својим леђима.
По мишљењу аутора, стигме светог Фрање нису ништа друго до неизбрисиви трагови лепре.